# Paul Valet
Pour les articles homonymes, voir Georges Schwartz, Schwartz et Valet.
Paul Valet, pseudonyme de Georges Schwartz (1905-1987), est un poète français.

## Biographie
Sa mère polonaise et son  père ukrainien  viennent vivre en France  en 1924, après avoir quitté la Russie, puis la Pologne. Paul Valet renonce alors à son activité de pianiste de concert. Il  entreprend des études de médecine.
Sa femme, Hala, et lui obtiennent la nationalité française en 1931. Il doit, en conséquence, en 1932, effectuer le service militaire. Il est dans un premier temps  médecin-auxiliaire, puis cassé de son grade et termine comme simple soldat. En 1936  s'installe en qualité de médecin généraliste à Vitry. Il exercera, hormis durant les années de guerre, jusqu'en 1970. En 1939 il est mobilisé comme médecin-lieutenant. Après la défaite il  retrouve, en 1940, sa femme et son fils en Auvergne. Il s'engage dans la Résistance en Haute-Loire et dans le Cantal. Sa femme Hala fait partie du même réseau. De retour à Vitry il apprend que son père, sa mère et sa sœur ont été gazés à Auschwitz. Il apprend l'homéopathie et la pratique dans son cabinet.
Il publie son premier recueil, Pointes de feu en 1948. Paul Valet publiera ensuite de nombreux recueils chez divers éditeurs.
Il est également peintre et auteur de traductions du russe.

## Publications
- Pointes de feu, Librairie Horizons, 1948[4]
- Sans muselière, GLM, 1949
- Poésie mutilée, GLM, 1951
- Comme ça, GLM, 1952
- Matière grise, GLM, 1953
- Poings sur les i, Julliard, 1955
- Lacunes, Mercure de France, 1960
- Table rase, Mercure de France, 1963
- La parole qui me porte, Mercure de France, 1965
- Paroles d’assaut, Minuit, 1968
- Que pourrais-je vous donner de plus grand que mon gouffre, Mai hors-saison, 1983
- Solstices terrassés, Mai hors-saison, 1983
- Mémoire seconde, Mai hors-saison, 1984
- Vertiges, Granit, 1987
- Multiphages, José Corti, 1988
- Soubresauts, Calligrammes, 1988
- Paroxysmes, précédé de L’Ermite de Vitry de E.M. Cioran, Le Dilettante, 1988
- Le double attaquant, Mai hors-saison, 1995
- Que pourrais-je vous donner de plus grand que mon gouffre, Le Dilettante, 2019
- La parole qui me porte et autres poèmes [Lacunes, table rase et paroles d'assaut], Poésie/Gallimard, 2020

## Traductions
- Joseph Brodsky, Seize poèmes, Les Lettres nouvelles, 1964
- Anna Akhmatova, Requiem, édition bilingue traduit du russe et présenté par Paul Valet, 1966[5]

## Sur Paul Valet
- Cahier Paul Valet (textes, études, témoignages et inédits, édition de Guy Benoit), éd. Le Temps qu'il fait/Cahier cinq, 1987
- Choix de poèmes Mutin intégral (dessins, témoignages, choix de poèmes, correspondance, édition de Guy Benoit), hors-série revue Le Grand hors jeu ! no 66, 1992
- Jacques Lacarrière, Paul Valet. Soleils d'insoumission, Jeanmichelplace/poésie, 2001
- Michel Hastings, "Paul Valet, la poésie inconcevable", Littérature, n°212, 2023, p.101-115.
- Gabriel Dufay, Paul Valet : Être fou plutôt qu'à genoux, Paris, Les Belles Lettres, coll. Essais, 264 p., 2025  (ISBN 978-2251456669)